# Night Light
Night Light es una banda madrileña formada en el año 2009 que se sitúa entre el rock alternativo, el hard rock y el heavy metal aunque sin llegar a encasillarse en ninguno de ellos. El primer trabajo de la banda de título homónimo se ha lanzado al mercado este año 2013 con la compañía discográfica Avispa Music.

## Miembros
- Tomás Perona "Tommy": cantante y bajista
- Raúl Perona:  guitarra principal, teclados, coros
- Mikel G. Casinello: batería
- Patricia Rodríguez: guitarra rítmica

## Night Light (2013)
Night Light es el disco debut de la banda con la discográfica Avispa Music. En él se encuentran 11 canciones en las que se refleja su estilo musical haciendo de él un trabajo con melodías muy variadas. Entre ellas, destaca su sencillo, “Time Of War” cuyo videoclip se ha hecho muy popular en redes sociales con más de 29000 reproducciones en su primer mes.

## Discografía
- 2013 - Time Of War (sencillo), Avispa Music
- 2013 - Night Light, Avispa Music
- 2013 - We are Ready (sencillo), Avispa Music

## Videoclips
- Night Light - Time Of War
- Night Light - Stay with me (making of)
- Night Light - We are ready (live)
- Night Light - Falling into a Nightmare
- Night Light - Xmas Medley